# شيماء سيف
شيماء سيف (7 أغسطس 1987 -)، ممثلة كوميدية مصرية. خريجة كلية التجارة، بدأت العمل الفني عام 2010 خلال برنامج الكاميرا الخفية شيكروباص وقدمت الأدوار الكوميدية واشتهرت بمشاركتها بتقديم موسمين ببرنامج «نفسنة» بجانب الممثلات انتصار وهيدي كرم وبدرية طلبة بعامي 2015 / 2016 وقدمت مع مطلع عام 2017 برنامج «ثلاثة بواحد».
تزوجت شيماء عام 2018 و انفصلت عام 2025

## أعمالها

### أفلام
- نوارة:2015-مؤمنة
- عيال حريفة:2015
- 30 يوم في العز:2016
- عسل أبيض:2016-سعاد الممرضة
- الباب يفوت أمل:2016-سامية طبيبة المستشفى
- يوم للستات:2016-أم سيد
- أبو شنب:2016-النقيب/فادية
- القرموطي في أرض النار:2017
- هروب مفاجئ:2017-بطه
- آخر ديك في مصر:2017-تريزا
- أمان يا صاحبي:2017
- يا تهدي يا تعدي:2017-ليلى ضيفة شرف
- تعويذة تو:2017
- بيكيا:2018-جنجر
- ساعة رضا:2019
- اللعبة الأمريكاني:2019
- البعض لا يذهب للمأذون مرتين : 2021
- مطرح مطروح: 2023

### مسلسلات
- آسيا:2013
- إمبراطورية مين:2014
- شط V.I.P: 2014
- تفاحة آدم:2014
- سجن النسا:2014
- السبع وصايا:2014
- يوميات زوجة مفروسة أوي (ج1)(ج1، 2، 4):2015، 2016، 2018-زوجة شعبان
- ولي العهد:2015
- لهفة:2015-ساندي صديقة عمران
- نيللي وشريهان:2016-فتحي ضيفة شرف
- صد رد:2016
- بس مباشر:2016
- في ال لا لا لاند:2017-هانم
- فولي:2017
- شوقية وعيلتها المفترية:2018
- واكلينها والعة: سبع صنايع:2018-وديعة
- بالحجم العائلي:2018-فاتن
- 30 ليلة وليلة:2018
- الزوجة 18 : 2019-معالي
- بدل الحدوتة تلاتة:2019-فراولة / أنيسة / أشجان
- في بيتنا روبوت: 2021-زومبا/روبوت
- الكبير اوي: (فرحة) 2022
- احلام سعيده (صدفه)
- فراولة: 2024-سامية

### أخرى
- مسرحية: فتحية بيه:2015-جيجي
- مسرحية: أهلا رمضان:2016
- مسلسل إذاعي:مين معايا:2016-حورية زوجة حامد
- مسلسل اذاعي:شيف على بياض:2017
- مسلسل إذاعي:الكابو:2018
- مسرحية: ون أو ون:2019-المربية

### برامج
- معكم منى الشاذلي:2014-ضيفة
- صاحبة السعادة:2014-ضيفة
- البيت بيتك:2004-ضيفة
- نفسنة:2015-تقديم
- في بيتنا ضيف:2016-ضيفة
- رامز بيلعب بالنار:2016-ضيفة
- عيش الليلة:2017-ضيفة
- شيري استديو:2017-ضيفة
- تلاتة في واحد:2017-تقديم
- بيومي أفندي:2017-ضيفة
- تع إشرب شاي:2017-ضيفة
- ممكن نتعرف:2018-ضيفة
- أنا وبنتي:2018-ضيفة
- قهوة أشرف:2018-ضيفة
- ليالي الكويت (ج4):2018-ضيفة
- ميس أندرستاند:2018-تقديم
- التوصيلة:2018-ضيفة
- الحكاية مع عمرو أديب:2018-ضيفة
- عقارب الساعة:2018-ضيفة
- رامز في الشلال:2019-ضيفة
- كاربول كاريوكي بالعربي (ج2):2019-ضيفة
- مع حمد شو (ج4):2019-ضيفة
- مجموعة إنسان (ج3):2019-ضيفة

## وصلات خارجية
- شيماء سيف على موقع IMDb (الإنجليزية)
- شيماء سيف على موقع الدهليز
- شيماء سيف على موقع قاعدة بيانات الأفلام العربية
- شيماء سيف على موقع قاعدة بيانات الفيلم (الإنجليزية)